# Orval (Manche)
Orval – miejscowość i dawna gmina we Francji, w regionie Normandia, w departamencie Manche. W 2013 roku jej populacja wynosiła 881 mieszkańców. 
W dniu 1 stycznia 2016 roku z połączenia dwóch ówczesnych gmin – Montchaton oraz Orval – utworzono nową gminę Orval-sur-Sienne. Siedzibą gminy została miejscowość Orval. 